# Daniel Edusei
Pour les articles homonymes, voir Edusei.
Daniel Edusei (né le 2 septembre 1980 à Kumasi au Ghana) est un footballeur international ghanéen, qui évoluait au poste de défenseur.

## Biographie

### Carrière en sélection
Avec l'équipe du Ghana, il joue 19 matchs (pour aucun but inscrit) entre 1998 et 2006. Il figure notamment dans le groupe des sélectionnés lors des CAN de 1998 et de 2006.